# Serrières, Ardèche
Serrières je naselje in občina v jugovzhodnem francoskem departmaju Ardèche regije Rona-Alpe. Leta 2006 je naselje imelo 1.154 prebivalcev.

## Geografija
Kraj se nahaja v pokrajini Languedoc na desnem bregu reke Rone 40 km severno od Tournona. Preko mosta je povezan z nasproti ležečim krajem Sablons (departma Isère).

## Uprava
Serrières je sedež istoimenskega kantona, v katerega so poleg njegove vključene še občine Andance, Bogy, Brossainc, Champagne, Charnas, Colombier-le-Cardinal, Félines, Limony, Peaugres, Peyraud, Saint-Désirat, Saint-Étienne-de-Valoux, Saint-Jacques-d'Atticieux, Savas, Thorrenc in Vinzieux z 9.783 prebivalci.
Kanton je sestavni del okrožja Tournon-sur-Rhône.